# Willi Rutz
Willi Rutz (7 gennaio 1907 – 20 novembre 1993) è stato un calciatore tedesco, di ruolo attaccante.